# Notophthiracarus bentoni
Notophthiracarus bentoni är en kvalsterart som beskrevs av Wojciech Niedbała 1998. Notophthiracarus bentoni ingår i släktet Notophthiracarus och familjen Phthiracaridae. Inga underarter finns listade i Catalogue of Life.